# Всем парням, которых я любила раньше
«Всем парням, которых я любила раньше» (англ. To All the Boys I've Loved Before) — американский фильм 2018 года, снятый режиссёром Сьюзен Джонсон. Сценарий основан на одноимённом романе 2014 года Дженни Хан. Премьера фильма состоялась на Netflix 17 августа 2018 года.

## Сюжет
Старшеклассница Лара Джин пишет письма парням, которые ей нравятся, а затем прячет письма вместо того, чтобы их отправить. Её друг детства Джош встречается с её старшей сестрой Марго, которая решает с ним расстаться перед тем как уехать учиться в колледж. После того как Лара Джин засыпает на диване, её младшая сестра Китти пробирается в её комнату и находит письма. Через несколько дней она в школе встречает Питера, который сообщает, что получил от неё письмо. Лара Джин падает в обморок, а когда приходит в себя, видит Джоша также с письмом, адресованным ему. В панике она целует Питера и убегает.

## В ролях
- Лана Кондор — Лара Джин
- Ной Сентинео — Питер
- Джанель Пэрриш — Марго
- Анна Кэткарт — Китти
- Эндрю Бэчелор — Грэг
- Мадлен Артур — Кристин
- Эмилия Баранак — Джен
- Израэль Бруссар — Джош
- Джон Корбетт — отец Лары Джин

## Критика
Фильм получил преимущественно положительные оценки кинокритиков. На сайте Rotten Tomatoes фильм имеет рейтинг 97 % на основе 61 рецензии критиков со средней оценкой 7,3 из 10.
На сайте Metacritic фильм получил оценку 64 из 100 на основе 12 рецензий, что соответствует статусу «в основном положительные отзывы».